# Mentor (Kentucky)
Mentor es una ciudad ubicada en el condado de Campbell en el estado estadounidense de Kentucky. En el Censo de 2010 tenía una población de 193 habitantes y una densidad poblacional de 112,91 personas por km².

## Geografía
Mentor se encuentra ubicada en las coordenadas 38°53′10″N 84°14′55″O / 38.88611, -84.24861. Según la Oficina del Censo de los Estados Unidos, Mentor tiene una superficie total de 1.71 km², de la cual 1.71 km² corresponden a tierra firme y (0.15%) 0 km² es agua.

## Demografía
Según el censo de 2010, había 193 personas residiendo en Mentor. La densidad de población era de 112,91 hab./km². De los 193 habitantes, Mentor estaba compuesto por el 100% blancos, el 0% eran afroamericanos, el 0% eran amerindios, el 0% eran asiáticos, el 0% eran isleños del Pacífico, el 0% eran de otras razas y el 0% pertenecían a dos o más razas. Del total de la población el 2.59% eran hispanos o latinos de cualquier raza.